# 3FM Serious Request 2005
3FM Serious Request 2005 was de tweede editie van Serious Request, de jaarlijks terugkerende actie van de Nederlandse radiozender 3FM waarbij geld wordt ingezameld voor projecten van het Rode Kruis. Net als in het eerste jaar was er ook nu weer een Glazen Huis opgebouwd op de Neude in Utrecht. Ditmaal was er gekozen om hulp te bieden aan de kinderen in Congo. Giel Beelen, Gerard Ekdom en Wouter van der Goes werden van maandag 19 tot en met zaterdag 24 december 2005 in het Glazen Huis opgesloten.

## Tijdschema
| Dag       | Dag       | 02.00–06.00 Graveyardshift | 06.00–10.00      | 10.00–14.00 | 14.00–18.00        | 18.00–22.00 | 22.00–02.00 |                  | Stand (rond 17.00) |
| --------- | --------- | -------------------------- | ---------------- | ----------- | ------------------ | ----------- | ----------- | ---------------- | ------------------ |
| 1         | ma 19 dec | —                          | 09.00–10.00 Giel | Gerard      | Wouter             | Giel        | Wouter      | € 53.573         |                    |
| 2         | di 20 dec | Gerard                     | Giel             | Gerard      | Wouter             | Gerard      | Giel        | € 137.877        |                    |
| 3         | wo 21 dec | Wouter                     | Giel             | Gerard      | Wouter             | Giel        | Wouter      | € 251.281        |                    |
| 4         | do 22 dec | Gerard                     | Giel             | Gerard      | Wouter             | Gerard      | Giel        | € 414.552        |                    |
| 5         | vr 23 dec | Wouter                     | Giel             | Gerard      | Wouter             | Giel        | Wouter      | geen tussenstand |                    |
| 6         | za 24 dec | Gerard                     | Giel             | Gerard      | 14.00–16.00 Wouter | —           | —           | geen tussenstand |                    |
| Eindstand | Eindstand | Eindstand                  | Eindstand        | Eindstand   | Eindstand          | Eindstand   | Eindstand   | Eindstand        | € 2.203.549        |